# Mønk
Mønk ist ein posthum veröffentlichtes Album von Thelonious Monk. Die Aufnahmen, die im Rahmen der Europatournee des Monk-Quartetts 1963 im Kopenhagener Odd Fellow Palæet am 5. März 1963 entstanden waren, erschienen am 28. September 2018 als Compact Disc und in limitierter Form als LP bei Gearbox Records.

## Hintergrund
Die Europa-Tournee Monks im Jahr 1963 war ein großer Erfolg für den Pianisten, sagte Robin Kelley, Professor für amerikanische Geschichte an der UCLA und Autor von Thelonious Monk: The Life And Times of an American Original (Free Press). „Er hatte zwar nicht so viel getan, aber plötzlich liefen die Dinge für ihn. Persönlich war er an einem großartigen Ort und in Bezug auf seine Karriere war er ein aufgehender Stern.“ Kelley verwies auf den neuen Vertrag des Pianisten mit Columbia Records, die Stabilität seines Quartetts und seine anstehende Titelgeschichte im Time Magazine als Zeichen dafür, dass Monk sich nie in einer besseren Situation befunden hatte.
„Er hat viel aufgenommen, die Band war seit zwei Jahren zusammen und diese Rückkehr nach Europa gab ihm die Gelegenheit, seine Musik wirklich zu präsentieren“, sagte Kelley. „Die Tour war ziemlich gut dokumentiert, aber dieser Auftritt in Kopenhagen [im Odd Fellow Palwet mit 210 Sitzplätzen] ist noch nie aufgetaucht.“
Bereits im Frühjahr 1961 war Thelonious Monk mit seinem Quartett, bestehend aus Charlie Rouse (Tenorsaxophon), dem Bassisten John Ore (der für Butch Warren hinzukam) und Frankie Dunlop am Schlagzeug, in Kopenhagen aufgetreten; der Mitschnitt des dänischen Rundfunks erschien 1996 bei Storyville Records (Monk in Kopenhagen). Als Monk zwei Jahre später nach Kopenhagen zurückkehrte, wurde sein Auftritt erneut von Rundfunk aufgezeichnet. Die Mitschnitte enthalten neun Kompositionen Monks und ein Klaviersolo Monks über die Standards „I’m Getting Sentimental Over You“ und „Body and Soul“.
Das Originalband war ein schottisches Rundfunkband aus einer Sammlung von Funden, die Produzent Darrel Sheinman von einem dänischen Produzenten gekauft hatte, der sie etwa 20 Jahre zuvor aus einem Müllcontainer herausgeholt hatte. Er wollte sie während der Blütezeit des Acid Jazz zum Sampling und Remixen verwenden, hatte aber keine Zeit. Daraus entstand eine rein analoge Aufzeichnung. Die Liner Notes stammen sowohl von Ethan Iverson als auch vom Jazzautor Stephen Graham.

## Titelliste

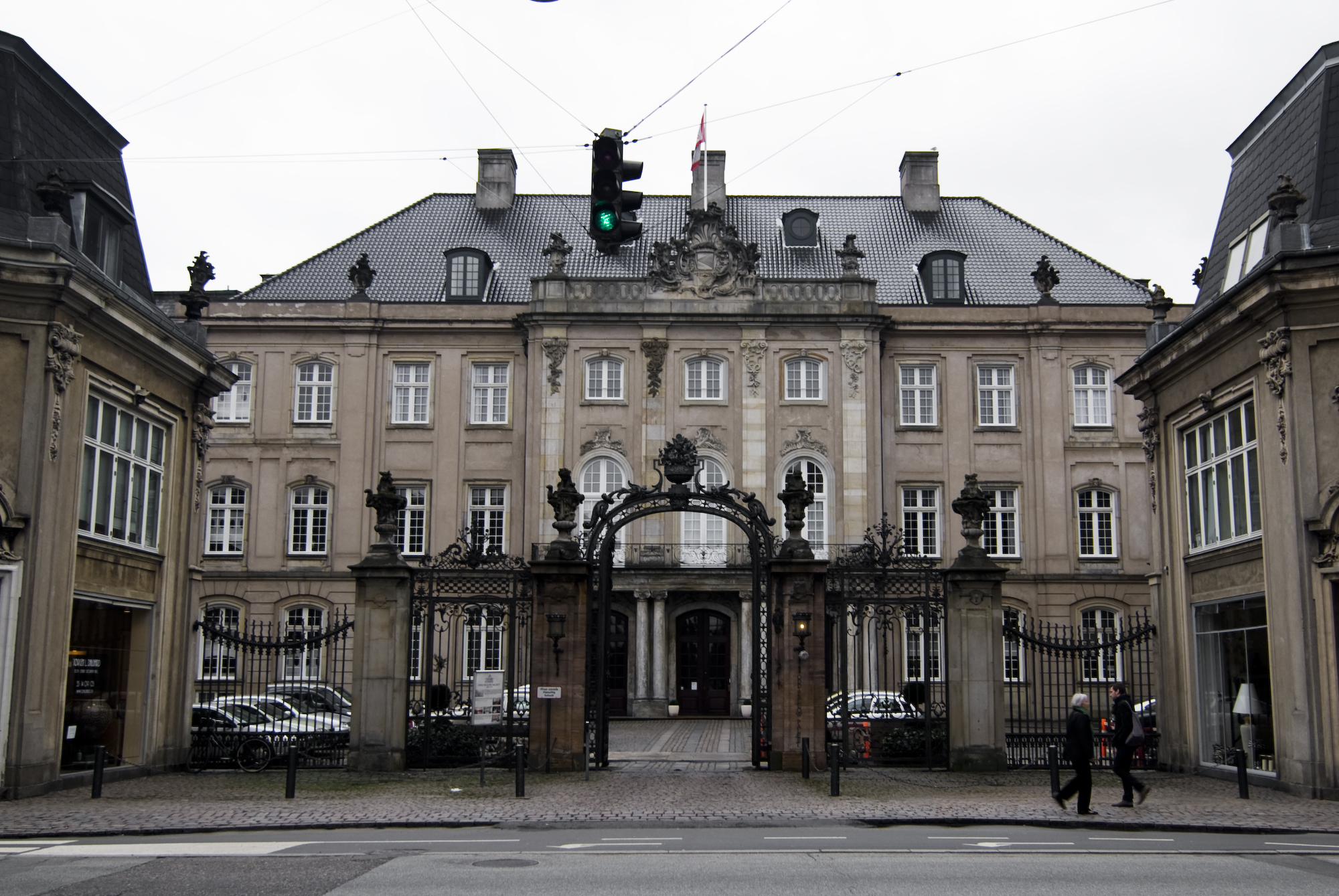
Der Odd Fellow Palæet in Frederiksstaden, Kopenhagen

- Thelonious Monk Quartet – Mønk (Gearbox GB1541X)[4]

1. Bye-Ya 9:41
2. Nutty 9:29
3. I’m Getting Sentimental Over You (George Bassman) 8:44
4. Body and Soul (Johnny Green) 5:43
5. Monk’s Dream 8:07

- Alle anderen Kompositionen stammen von Thelonious Monk.

## Rezeption
„Monk war natürlich nicht nur einer der berühmtesten Jazzkomponisten des Jazz und hat immer noch den vielleicht unvorhersehbarsten, rhythmischsten und verrücktesten Klavierstil in der Geschichte des Instruments,“ schrieb Jim Hymes im Glide Magazine. „Ja, das sagt schon einiges aus, aber hier macht er diesen Fall nachdrücklich, wenn er die Gelegenheit hat, sich zu entfalten. Nicht nur das, aber wenn man den anderen Solisten zuhört, ist auch Monks Gespür für Begleitung nahezu unübertroffen.“ Dies sei in der Tat Monk in seiner Blütezeit, resümiert der Autor.
Der Jazzexperte Andreas Müller meinte in einem Interview im Deutschlandfunk, es würden auf diesem Album leider keine bislang unveröffentlichten Kompositionen von Monk ans Tageslicht gehoben. Monks Quartett – u. a. mit dem Saxofonisten Charlie Rouse – sei hier aber zum Teil in Topform zu erleben. „Monk entwickelt hier mit ganz wenigen Akkorden eine irre Spannung und lässt die Musik dennoch schweben. Und man hört hier seine Kunst der Auslassung: Wo andere vier, fünf Akkorde spielen, belässt er es im Prinzip bei zweien. Das ist auch 1963 – und sogar heute – noch aufregend!“, meinte Müller.
Chris May schrieb in All About Jazz, das Label Gearbox, das 2009 vom Plattensammler und Blue Note-Fan Darrel Sheinman gegründet worden war, habe einen großartigen, rein analogen Audio-Upcycling-Job gemacht. Der Sound sei makellos, biete eine echte Schlagkraft und sei mit dem Original-Mono Vorbild für andere Labels, die ähnliche Entdeckungen veröffentlichen wollten.